# Kościół Wniebowzięcia Najświętszej Maryi Panny w Zebrzydowicach
Kościół Wniebowzięcia Najświętszej Maryi Panny w Zebrzydowicach – rzymskokatolicki kościół parafialny znajdujący się w Zebrzydowicach w powiecie cieszyńskim, w województwie śląskim. Należy do dekanatu Strumień diecezji bielsko-żywieckiej.

## Historia
Kościół (drewniany) wraz z parafią w Zebrzydowicach powstał już w średniowieczu. Pod koniec XVI wieku kościół przeszedł w ręce protestantów. W 1616 roku rozpoczęto przebudowę drewnianej świątyni w murowaną, jednak udało się zbudować tylko oszkarpowane na wzór gotycki prezbiterium, które ufundował protestancki szlachcic Propok. Reszta świątyni pozostała drewniana. 5 kwietnia 1654 r. kościół powrócił do katolików. Nocą 27 listopada 1751 roku strawił go pożar, po którym został odbudowany tylko częściowo. Kilka lat później został okradziony. Obecną świątynię, sfinansowaną przez byłego proboszcza Andrzeja Pigułę, w stylu barokowym, wybudowano w latach 1774-1776, z zachowaniem dawnego prezbiterium z 1616 roku. Konsekracji nowego kościoła 25 sierpnia roku 1776 dokonał wrocławski biskup Philipp Gotthard von Schaffgotsch. Kolatorem był wówczas Jan Ryszard baron de Mattencloit, właściciel Zebrzydowic Dolnych, który wyposażył kościół w nową rodzinną kaplicę i kryptę grobową. Wewnątrz znajdują się także renesansowe epitafia nagrobne z 2 poł. XVI wieku Jerzego Liszki i jego żony Anny oraz epitafium niejakiego Henryka Fourneau. W 1855 r. wzniesiono nową wieżę, wyższą od poprzedniej, strawionej przez pożar 20 lat wcześniej. W czasie II wojny światowej kościół uległ zniszczeniom, głównie podczas działań frontowych w 1945 r. Szkody naprawiono w latach 1945-1946, a potem w 1950 roku.

## Opis
Kościół jest orientowany i wybudowany w stylu późnego baroku. Prezbiterium jest dwuprzęsłowe, trójbocznie zamknięte. Z północnej strony prezbiterium znajduje się zakrystia z emporą na piętrze. Wewnątrz XVIII-wieczny późnobarokowy ołtarz z obrazem przedstawiającym Wniebowzięcie Najświętszej Maryi Panny. Obraz ujęty jest po bokach korynckimi kolumnami na postumentach, które podtrzymują bogate belkowanie, z klęczącymi postaciami aniołów adorujących ukoronowany w szczycie monogram „IHS". Nawa kościoła jest trójprzęsłowa, szersza i wyższa od prezbiterium. Z południowej strony usytuowana jest kaplica zwana Kisielowską. Pod nią znajduje się niedostępna krypta. W kaplicy ustawiono chrzcielnicę z barokową rzeźbą św. Jana Chrzciciela udzielającego chrztu Chrystusowi. W oknach prezbiterium umieszczone są dwa witraże według projektu prof. Adama Bunscha z Krakowa, wykonane w 1963 r. przez Krakowski Zakład Witraży S.G. Żeleński. Na wieży kościelnej znajdują się 3 dzwony z 1961 r.: „Św. Barbara" o wadze 440 kg, „Św. Józef" o wadze 180 kg i „Matka
Boska Nieustającej Pomocy" ważący 220 kg.